# Linopherus hemuli
Linopherus hemuli är en ringmaskart som först beskrevs av Fauchald 1972.  I den svenska databasen Dyntaxa används istället namnet Pseudeurythoe hemuli. Linopherus hemuli ingår i släktet Linopherus och familjen Amphinomidae. Arten är reproducerande i Sverige. Inga underarter finns listade i Catalogue of Life.